# Montardit de Dalt
Montardit de Dalt es una localidad perteneciente al municipio de Sort, en la provincia de Lérida, comunidad autónoma de Cataluña, España. En 2019 contaba con 29 habitantes.